# Iglesia de Nuestra Señora de Pompeya (Barcelona)
La iglesia de Nuestra Señora del Rosario de Pompeya (en catalán: església de la Mare de Déu del Roser de Pompeia) es un templo católico situado en la avenida Diagonal, en el distrito de Gracia de Barcelona. Fue construida entre 1907 y 1910, obra de Enric Sagnier en estilo neogótico. Se trata de un conjunto de iglesia y convento, perteneciente a la orden de los capuchinos.
Este inmueble está inscrito como Bien Cultural de Interés Local (BCIL) en el Inventario del Patrimonio Cultural catalán con el código 08019/2548.

## Historia y descripción

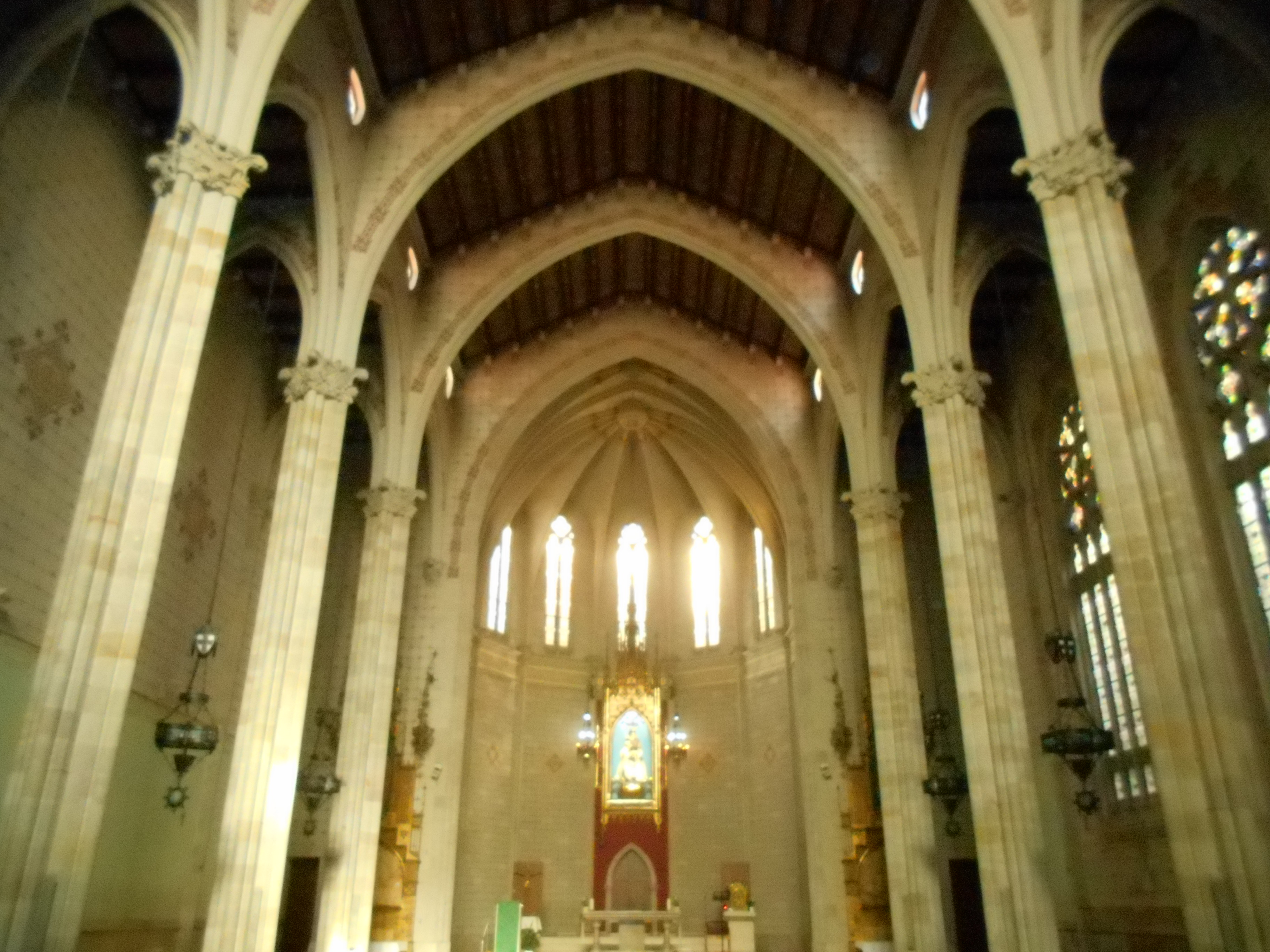
Interior de la iglesia

El convento hace esquina entre la Diagonal y la calle Riera de Sant Miquel y se organiza alrededor de un claustro. Adosada a él y con fachada en la avenida Diagonal se encuentra la iglesia, de tres naves, inspirada en la arquitectura gótica catalana, como se vislumbra en la cubierta de la nave, estructurada con arcos diafragma —como en la capilla de Santa Ágata—, o en la forma de la torre de la fachada, inspirada en los campanarios de Santa María del Mar. Algunos elementos ornamentales denotan la influencia del modernismo, el estilo vigente entonces en la arquitectura catalana. La decoración escultórica fue obra de Josep Llimona, tanto la del exterior como la imagen de Nuestra Señora de Pompeya. Esta última fue destruida en 1936, al igual que las pinturas del camarín, que habían sido elaboradas por Joan Llimona, hermano de Josep.
Durante la Guerra Civil el conjunto fue reconvertido en hospital, gestionado por la Cruz Roja. Tras la contienda se construyó una cripta bajo la nave central, obra de Pere Benavent de Barberà, decorada con pinturas al fresco del fraile capuchino polaco Efrem de Kcynia.
El órgano fue construido el mismo año que la iglesia por el organero Pau Xuclà i Camprubí, con diseño de la fachada del instrumento por el mismo arquitecto Sagnier. Es un órgano romántico de tracción electro-neumática, consta de tres teclados y pedalero de 32 notas y 40 juegos. Este órgano es uno de los pocos instrumentos litúrgicos que sobrevivieron a la Guerra Civil Española, ya que la quema de las iglesias acabó con la mayoría de los órganos históricos que existían en la ciudad. El órgano del santuario de Nuestra Señora de Pompeya fue desmontado y ocultado en el sótano de la iglesia, actual cripta, donde permaneció guardado durante la quema de iglesias. El órgano fue remodelado en la década de 1980 bajo la supervisión del organista y compositor Robert de la Riba, quien encargó al organero Gabriel Blancafort una nueva disposición de los registros, añadiendo mixturas, nazardos y llenos, los cuales le otorgaron al instrumento la posibilidad de ejecutar también música antigua. Con este instrumento, de la Riba realizó varios ciclos de conciertos y audiciones, interpretando la obra integral de Johann Sebastian Bach en varias ocasiones. Actualmente se toca el órgano en los oficios de sábado, domingo y el resto de festividades religiosas importantes.